# Liste von Schiffen mit dem Namen Concordia
Concordia ist ein mehrfach genutzter Schiffsname bzw. Teil eines Schiffsnamens. Aufgenommen wurden auch Schiffe mit den Namen Concord (englisch) und Concorde (französisch). Niederländische Schiffe wurden bevorzugt mit dem übersetzten Namen Eendracht (zum Beispiel das Flottenflaggschiff Eendracht) in unterschiedlicher Schreibweise versehen und wurde wegen der föderalen Staatsform häufig vergeben. Der Name Concordia (lateinisch) leitet sich von der Göttin der Eintracht in der römischen Mythologie ab.

## Schiffsliste
| Bezeichnung     | Schiffsart                    | Klasse / Typ                 | Baujahr  | Bauwerft                                                         | Eigner                                                                                               | Dienstzeit | Verbleib                                                                              | Bild |
| --------------- | ----------------------------- | ---------------------------- | -------- | ---------------------------------------------------------------- | --- | ---------- | ------------------------------------------------------------------------------------- | ---- |
| Concord         |                               | Galeone                      | vor 1663 |                                                                  | |            |                                                                                       |      |
| Concordia       | Segelschiff                   |                              | 1696     |                                                                  | Niederländische Ostindien-Kompanie                                                                   |            | am 5. Februar 1708 gesunken                                                           |      |
| Concordia       | Fahrgastschiff/Frachtschiff   | Seitenraddampfer             | 1827     |                                                                  | Preußisch-Rheinische Dampfschiffahrtsgesellschaft                                                    |            |                                                                                       |      |
| Concord         | Segelschiff                   | Sloop-of-war                 | 1828     | Portsmouth Naval Shipyard                                        | United States Navy                                                                                   | bis 1842   | auf Grund gelaufen                                                                    |      |
| Concordia       | Glattdeckdampfschiff          |                              | 1840     | Escher Wyss & Cie., Zürich                                       | Lindauer Dampfboot AG, ab 1862 Königlich Bayerische Staatseisenbahnen                                | bis 1882   | abgebrochen                                                                           |      |
| Concordia       | Dreimastbark                  |                              | 1869     | T. R. Oswald & Company, Sunderland                               | | 1869–1897  | 13. April 1948 versenkt als Wellenbrecher                                             |      |
| Concord         | Kanonenboot                   | Yorktown class gunboat       | 1891     | N. F. Palmer & Company / Delaware River Shipbuilding             | United States Navy                                                                                   | bis 1929   |                                                                                       |      |
| Concordia       | Segelschiff                   | Dreimastbark                 | 1890     | Vegesack                                                         | |            | Zum Schiffsfriedhof von Rottnest geschleppt und am 20. April 1948 versenkt.           |      |
| Concordia       | Fahrgastschiff                | Dampfschiff / Motorschiff    | 1895     | Aron & Gollnow, Stettin                                          | Stralauer Dampfschiffahrtsgesellschaft Manthey, Wolff & Zwerner; letzter Eigner Weiße Flotte Potsdam | 1895–1978  | 1978 abgebrochen                                                                      |      |
| Concordia       |                               | Dampfschiff                  | 1930     | Vashon Navigation Company                                        | | bis 1958   |                                                                                       |      |
| Concordia       | Dreimast-Barkentine           | Auxiliarsegler               | 1992     | Colod-Werft, Stettin                                             | West Island College International, Bahamas                                                           | 1992–2010  | Am 17. Februar 2010 gesunken                                                          |      |
| Concord         | Containerschiff               | Warnow CS 1400               | 1994     | Kvaerner Warnow Werft / Rostock                                  | MS „CONCORD“ Gebr. Winter Verwaltungsgesellschaft / Reederei Gebr. Winter                            | bis 2013   | verschrottet                                                                          |      |
| Concordia       | Tagesausflugsschiff (Binnen)  |                              | 1996     | Schiffsservice Oberwinter, Remagen                               | CW Czarnietzki und Wiese Hafen- und Partyfahrten                                                     |            | in Fahrt                                                                              |      |
| Concordia       | Containerschiff               |                              | 1997     | J. J. Sietas KG Schiffswerft                                     | Koppelmann Reederei Wedel                                                                            |            | in Fahrt                                                                              |      |
| Concordia II    | Tagesausflugsschiff           | Raddampfernachbau            | 2000     | Eigenbau, Werkstatt Reederei Albrecht                            | Reederei Albrecht                                                                                    |            | in Fahrt                                                                              |      |
| Costa Concordia | Post-Panamax-Kreuzfahrtschiff | Concordia-Klasse (Typschiff) | 2006     | Fincantieri – Cantieri Navali Italiani (Sestri Ponente, Italien) | Costa Crociere                                                                                       | 2006–2012  | Am 13. Januar 2012 auf Grund gelaufen und gekentert, später geborgen und verschrottet |      |
| Concordia       | Massengutfrachter             |                              | 2011     |                                                                  | |            | in Fahrt                                                                              |      |